# Nikobarhjälmörn
Nikobarhjälmörn (Spilornis klossi) är en asiatisk fågel i familjen hökar. Den förekommer enbart i ögruppen Nikobarerna tillhörande Indien. IUCN kategoriserar den som nära hotad.

## Utseende och läte
Nikobarhjälmörnen är en mycket liten hjälmörn med en kroppslängd på endast 38–42 cm. Den är lik orienthjälmörnen som den tidigare behandlades som en del av, men skiljer sig, förutom på den lilla storleken, även genom relativt kort tofs och mycket ljus undersida utan band och streck. Vidare har den ett svartaktigt strupstreck, kanelbrun fjällning på tofsens baksida och smalare svarta band på den vita stjärten. Lätet är okänt.

## Utbredning och systematik
Fågeln förekommer enbart på ön Great Nicobar i indiska ögruppen Nikobarerna i Bengaliska viken. Den har dock även noterats på Little Nicobar och Menchal. Tidigare betraktades den ofta som underart till taxonet minimus, men detta betraktas numera vara en underart till orienthjälmörn (S. cheela), medan klossi allmänt erkänns som egen art. På Great Nicobar häckar den också sympatriskt med en obeskriven underart av cheela.

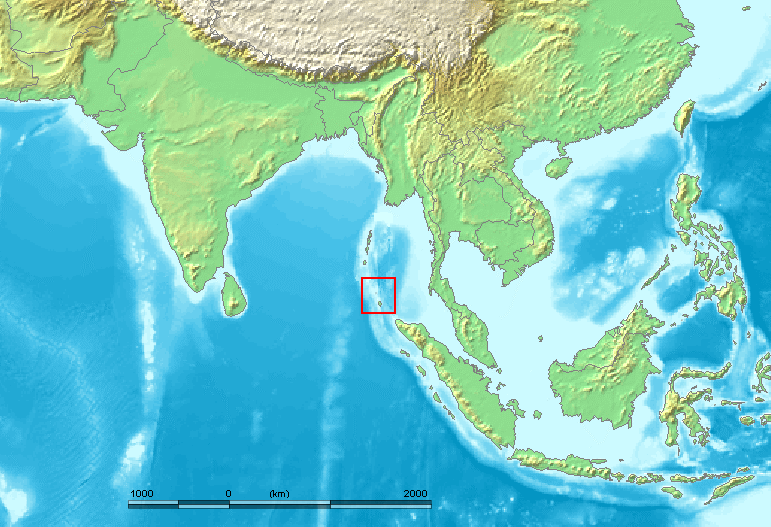
Fågeln är endemisk för Nikobarerna öster om Bengaliska viken.

## Levnadssätt
Nikobarhjälmörnen hittas i blandad städsegrön skog där den oftast ses i trädkronorna, men också i gräsmarker och av människan påverkade miljöer, från havsnivån till hundra meters höjd. Ibland ses den nära vattendrag i inlandet. Dess häckningsbiologi är okänd och även födan finns det lite information om, även om den noterats ta ödlor, råttor, asiatisk smaragdduva och småfåglar.

## Status och hot
Nikobarhjälmörnen misstänks ha en mycket liten världspopulation bestående av färre än 250 vuxna individer. Internationella naturvårdsunionen IUCN kategoriserar därför arten som starkt hotad.

## Namn
Fågelns vetenskapliga artnamn hedrar den engelske zoologen Cecil Boden Kloss (1877–1949).